# Northmen: A Viking Saga
A Saga Viking (título original: Northmen: A Viking Saga)  é um filme de ação histórico escrito por Matthias Bauer e Bastian Zach e dirigido por Claudio Fäh. O idioma original é o inglês e foi produzido pela Elite Film Produktion AG (Suiça, Zurique) em coprodução com a Jumping Horse Film GmbH (Alemanha, Hanôver) e a Two Oceans Production PTY Ltd. (África do Sul, Cidade do Cabo). Foi lançado em vários países em outubro de 2014 e e nos cinemas de Portugal em 12 de fevereiro de 2015. No mesmo ano também foi distribuído no Brasil em blu-ray pela Paramount Filmes.
A trilha sonora contém 3 músicas de Heavy metal, "In The Shadows" da banda Beyond the Black e "Deceiver Of The Gods" e "Warriors Of The North" da banda Amon Amarth.

## Sinopse
Banidos de sua terra natal por seu próprio rei, um grupo de vikings incompassivos vão para a Grã-Bretanha com a intenção de saquear e pilhar. Sob o comando de seu ousado novo líder Asbjörn, eles embarcam em uma missão perigosa: roubar os tesouros dos mosteiros e com eles comprar a liberdade. Sua jornada é interrompida, no entanto, quando são pegos em uma tempestade violenta  que os deixa naufragados na costa escocesa. Encalhados atrás das linhas inimigas, sua única chance de sobrevivência é chegar a Danelaw, um povoado viking distante. No caminho, os vikings capturam com sucesso a atrevida Lady Inghean, filha do rei Dunchaid. Os guerreiros banidos aproveitam a oportunidade para pedir uma grande recompensa em troca da princesa, mas o rei Dunchaid está preparado para a batalha e convoca seu exército mercenário mais feroz, os 'Wolf Pack' - um grupo de homens temidos por sua crueldade em todo o país, liderados pelos impiedosos Hjorr e Bovarr. Só com a ajuda de um misterioso monge chamado Conal, que os vikings finalmente conseguem escapar dos Wolf Pack. Enquanto Conall os lidera pela única direção segura para Danelaw - o longo e esquecido "Caminho da Serpente" - uma corrida implacável contra o tempo começa; uma caçada para viver ou morrer.[carece de fontes?]

## Elenco
- Tom Hopper como Asbjörn
- Ryan Kwanten como Conall
- Ken Duken como Thorald
- Charlie Murphy como Inghean
- Ed Skrein como Hjorr
- Anatole Taubman como Bovarr
- Leo Gregory como Jorund
- James Norton como Bjorn
- Darrell D'Silva como Gunnar
- Johan Hegg como Valli
- Danny Keogh como Rei Dunchaid